# 16212 Theberge
A 16212 Theberge (ideiglenes jelöléssel 2000 CB84) a Naprendszer kisbolygóövében található aszteroida. A LINEAR projekt keretében fedezték fel 2000. február 4-én.